# Aeroportul Brest
Aeroportul Brest (IATA: BQT, ICAO: UMBB) este un aeroport din Regiunea Brest, Belarus. Aeroportul a fost tranzitat în 2018 de 4.197 de pasageri.
Situat la o altitudine de 143 m, aeroportul dispune de 1 pistă.

## Infrastructură

### Piste
Aeroportul dispune de o singură pistă. Pista 11/29 are suprafața de asfalt și dimensiunile 2.620 m × 45 m. 